# Lądowisko Świdnik k/Lublina
Lądowisko Świdnik k/Lublina – lądowisko w Świdniku, położone w północnej części miasta. Lądowisko należy do Aeroklubu Świdnik.
Lądowisko powstało w 2012 na terenie dawnego fabrycznego lotniska Świdnik.
Dysponuje trawiastami drogami startowymi o długości 1100 m i 700 m.